# Каплиця Свейковських
Капли́ця Внебовзяття Пресвятої Діви Марії (Капли́ця Свейко́вських) (пол. Kaplica Swieykowskich) — пам'ятка архітектури національного значення початку XIX століття в місті Тетієві на Київщині. Усипальниця родини Свейковських. Каплиця — входила до комплексу тетіївського костьолу святого Яна Непомука, змурованого в 20-х роках XIX століття на місці давнього дерев'яного (загалом у різних джерелах подані дати від 1802 року до 1820-х років).
У радянські часи костел було перебудовано на цех, а каплиця служила складом заводу «Електронмаш». 11 березня 2006 року пам'ятку повернено місцевій римо-католицькій громаді. Силами ентузіастів проведено ремонт. Сама будівля костелу досі знаходиться на території вже недіючого підприємства, поряд із каплицею, як одна з виробничих будівель.
У каплиці діє парафія Успіння Пресвятої Діви Марії

## Архітектура
Збудована у формах античного храму простильного типу. В плані близька до квадрата. Дах — двосхилий. Перед входом — чотириколонний іонічний портик з написом пол. «Tym ktorzy zmartwychwstaną» («Тим, хто воскресне») та трикутним фронтоном із хрестом. Над кованими дверима — зображення гербів (Тшаска та Єліта) та польськомовний напис «Гроби родини Свейковських».